# Vlastimil Veselý (pilot)
Vlastimil Veselý (20. září 1913 Hořice – 11. prosince 2001 Brunswick Heads) byl československý stíhací pilot francouzského a britského letectva v období druhé světové války.

## Život

### Před druhou světovou válkou
Vlastimil Veselý se narodil 20. září 1913 v Hořicích v rodině státního geometra Erazima a Žofie Veselých. Po přestěhování rodiny do Náchoda zde začal studovat na reálném gymnáziu, maturitu ale složil v roce 1932 na stejném ústavu v Novém Bydžově. Díky zájmu o letectví a podané přihlášce nastoupil 29. září téhož roku prezenční vojenskou službu u leteckého pluku 5 v Praze. Zde absolvoval základní výcvik, mezi říjnem 1932 a květnem 1933 pak školu pro důstojníky letectva v záloze v Prostějově, kde získal kvalifikaci letce-pozorovatele. Následně sloužil u leteckého pluku 4 v Hradci Králové. Po skončení řádné prezenční služby nastoupil 15. září 1933 ke studiu na Vojenské akademii v Hranicích, v rámci kterého získal i pilotní a následně stíhací výcvik. Po absolvování aplikačního kurzu v Prostějově sloužil postupně u leteckého pluk 2 v Olomouci, leteckého pluku 3 ve Vajnorách a opět leteckého pluku 4 v Hradci Králové. Průběžně si zvyšoval kvalifikaci a k 1. dubnu 1937 získal kvalifikaci polního pilota letce. V roce 1938 ještě působil jako učitel praktického létání.

### Druhá světová válka

#### Francie
Po německé okupaci v březnu 1939 a rozpuštění Československé armády žil Vlastimil Veselý v Jičíně. Měl nastoupit na úřednické místo u zemského úřadu v Praze. Na místo již nenastoupil a v noci ze 17. na 18. května 1939 přešel společně s Janem Klánem a Tomášem Krumlem u Morávky ilegálně hranici protektorátu do Polska. Zde se přihlásil do vznikající československé zahraniční jednotky a 26. května odplul do Francie. Zde byl nucen podepsat závazek v cizinecké legii a sloužit v severní Africe. Po vypuknutí druhé světové války byl převelen k francouzskému koloniálnímu letectvu, ve kterém byl zařazen k jednotce GC I/9. Po dvojím přesunu jednotky se severní Afriky do Francie a zpět byla nakonec dislokována v Gábesu, kde měla čelit případným italským náletům. Zde si Vlastimil Veselý jako jediný z československých pilotů zapsal pravděpodobný sestřel italského stroje, konkrétně Savoia-Marchetti SM.79 u mysu Bon. Po pádu Francie byl z francouzského letectva propuštěn a přes Casablancu a Gibraltar odcestoval do Cardiffu, kam dorazil 5. srpna 1940.

#### Spojené království
Dne 16. srpna 1940 byl Vlastimil Veselý přijat do Royal Air Force a k 5. říjnu téhož roku zařazen k 312. československé stíhací peruti, jejímž úkolem bylo posléze bránit město Liverpool. Jako denní jednotka nebyla peruť příliš vytížena, protože německé nálety probíhaly převážně v noci. Část pilotů projevila zájem přejít k jednotce nočních stíhačů, žádost podal i Vlastimil Veselý, který měl patřičnou kvalifikaci již z dob působení u Československého vojenského letectva. K 8. únoru 1942 byl přeložen k 96. noční stíhací peruti do Cranage. Následně se zúčastnil bojů na nepříliš vhodných strojích Hawker Hurricane a Boulton Paul Defiant, dvakrát musel nouzově přistávat, po zranění musel být operován. Po ukončení prvního operačního turnusu byl 23. srpna 1941 přemístěn na Inspektorát Československého letectva v Londýně. Do druhého nastoupil 1. prosince téhož roku k 68. noční stíhací peruti. K 21. lednu 1942 byl ustanoven velitelem její letky B, která byla tvořena převážně Čechoslováky. Od 1. listopadu téhož roku velel letce A. Během působení u 68. perutě si zapsal jeden sestřel samostatný, jeden ve spolupráci, jeden pravděpodobný a jedno poškození. Bývá uváděn jako autor prvního sestřelu stroje Heinkel He 177, ale tento údaj je diskutabilní, předmětný typ letounu byl v červenci 1942 ještě ve vývojovém stádiu, je možné, že šlo ve skutečnosti o sestřel omylem vlastního Vickers Wellingtonu 57. perutě. Druhý operační turnus ukončil k 1. dubnu 1943, následně působil styčný důstojník u 11. skupiny Fighter Command v Uxbridge. Mezi říjnem 1943 a únorem 1944 ještě jednou sloužil u 68. perutě v Coltishallu, poté absolvoval v Hullavingtonu kurz leteckého instruktora, který ukončil 15. dubna 1944, a poté do konce války zastával funkci analytika leteckých nehod pro Inspektorát československého letectva v Londýně. Dosáhl hodnosti majora.

### Po druhé světové válce
Dne 7. března 1945 začal Vlastimil Veselý působit ve funkci zástupce československého vojenského a leteckého atašé v Paříži, o rok později byl zařazen ke 2. oddělení Ministerstva národní obrany v Praze, od 15. května 1946 zastával funkci zatímního velitele formovaného leteckého pluku 24 v Plzni, od 18. srpna 1947 pak současně i velitelem kurzu pro učitele létání na dvoumotorových strojích. V roce 1946 uzavřel v Prostějově sňatek s Martou Toulovou. K 9. březnu 1948 byl komunistickou mocí odeslán na dovolenou a k 1. listopadu téhož roku bez udání důvodu přeložen do výslužby. Dosáhl hodnosti podplukovníka. Již 8. listopadu po obdržení informace, že se chystá jeho zatčení, uprchl i s manželkou podruhé do zahraničí. Opět vstoupil do RAF, kde se stal letovým dispečerem, poté se vrátil k létání a postupně se stal velitelem letky v Central Flying School v Little Risingtonu. Po odchodu do penze 3. října 1968 odjel do Austrálie. V Československu byl v roce 1992 rehabilitován a povýšen do hodnosti generálmajora. Zemřel v Brunswick Heads v Novém Jižním Walesu dne 11. prosince 2001. Na jeho přání byly jeho ostatky převezeny do vlasti a v roce 2002 uloženy v rodinném hrobě jeho ženy v Prostějově na hřbitově v Brněnské ulici.
Dne 8. května 2025 byl in memoriam vyznamenán Křížem obrany státu ministra obrany České republiky.

## Rodina
Bratr Vlastimila Veselého Erazim Veselý byl za války příslušníkem 311. československé bombardovací perutě. Dne 20. října 1941 padl po náletu na Emden do zajetí, ze kterého byl 16. dubna 1945 osvobozen.

## Ocenění

### Vyznamenání
- 1940 a 1943 Československý válečný kříž 1939
- 1941, 2x 1943 a 2x 1945 Československá medaile Za chrabrost před nepřítelem
- 1942 Záslužný letecký kříž (Spojené království)
- 1945 Hvězda 1939–1945 se sponou Bitvy o Británii
- 1946 Československá medaile za zásluhy I. stupně
- Pamětní medaile československé armády v zahraničí
- Croix de guerre s bronzovou hvězdou
- Britská medaile Za obranu
- Válečná medaile 1939–1945
- Evropská hvězda leteckých posádek
- 1954 Letecký kříž (Spojené království)
- Medaile za všeobecnou službu
- 2025  Kříž obrany státu ministra obrany České republiky

### Čestná členství a občanství
- V době působení Vlastimila Veselého u leteckého pluku 24 mu byl udělen titul čestného člena Západočeského aeroklubu[6]
- V roce 2000 byl Vlastimilu Veselému udělen titul čestného občana města Hořice
- V roce 2000 byl Vlastimilu Veselému udělen titul čestného občana města Jičína